# Russell W. Keeney

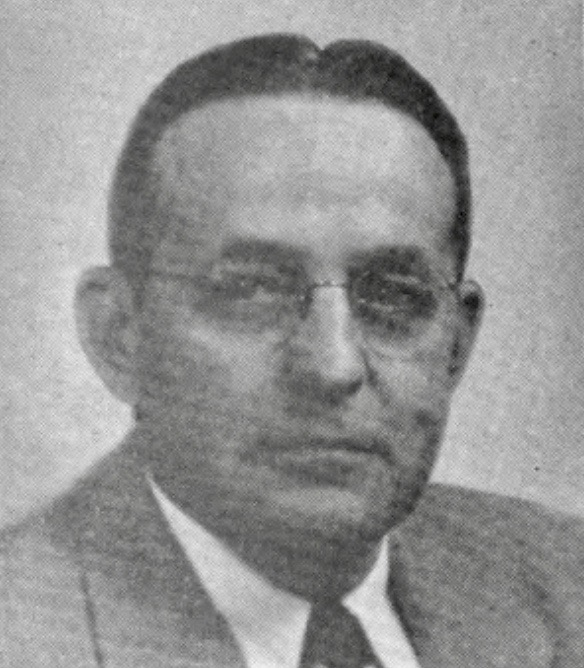
Russell W. Keeney

Russell Watson Keeney (* 29. Dezember 1897 in Pittsfield, Illinois; † 11. Januar 1958 in Bethesda, Maryland) war ein US-amerikanischer Politiker. In den Jahren 1957 und 1958 vertrat er den Bundesstaat Illinois im US-Repräsentantenhaus.

## Leben
Russell Keeney besuchte die öffentlichen Schulen in Naperville und studierte danach an der DePaul University in Chicago. Nach einem anschließenden Jurastudium und seiner 1919 erfolgten Zulassung als Rechtsanwalt begann er in Naperville in diesem Beruf zu arbeiten. Im Jahr 1920 wurde er in Lisle Friedensrichter. Ab 1924 war er dort Town Clerk. Bis 1935 war er stellvertretender Staatsanwalt und dann von 1936 bis 1939 eigentlicher Staatsanwalt im DuPage County. Von 1940 bis 1952 war er dort Bezirksrichter. Danach fungierte er bis 1956 als Richter im 16. Gerichtsbezirk seines Staates.
Politisch schloss sich Keeney der Republikanischen Partei an. Bei den Kongresswahlen des Jahres 1956 wurde er im 14. Wahlbezirk von Illinois in das US-Repräsentantenhaus in Washington, D.C. gewählt, wo er am 3. Januar 1957 die Nachfolge des verstorbenen Chauncey W. Reed antrat. Er konnte dieses Mandat bis zu seinem Tod am 11. Januar 1958 ausüben.